# Grotten van Thouzon
De Grotten van Thouzon liggen in de Provence in Frankrijk, 2 km ten noorden van Le Thor.
De heuvel van Thouzon is een massief, dat meer dan 60 miljoen jaar oud is. Het stamt uit het tweede geologische tijdperk, het Mesozoïcum, en wel uit de Krijtperiode. De harde en compacte kalk werd plaatselijk gebruikt om er de wegen mee te verharden. De heuvel van Thouzon diende in het verleden als steengroeve.

## Ontdekking
In januari 1902 kwam bij een mijnontploffing een ingang tevoorschijn en daarmee werd een onderaardse gang van 230 meter ontdekt. Deze gang bevond zich vroeger op de bodem van een kalkplateau en ving het water op dat daardoorheen sijpelde. Het oude kalkplateau zelf is in de loop der tijden verdwenen. De temperatuur in de grot bedraagt het gehele jaar door 13 °C, terwijl de vochtigheidsgraad 98% is.

## Ontstaan

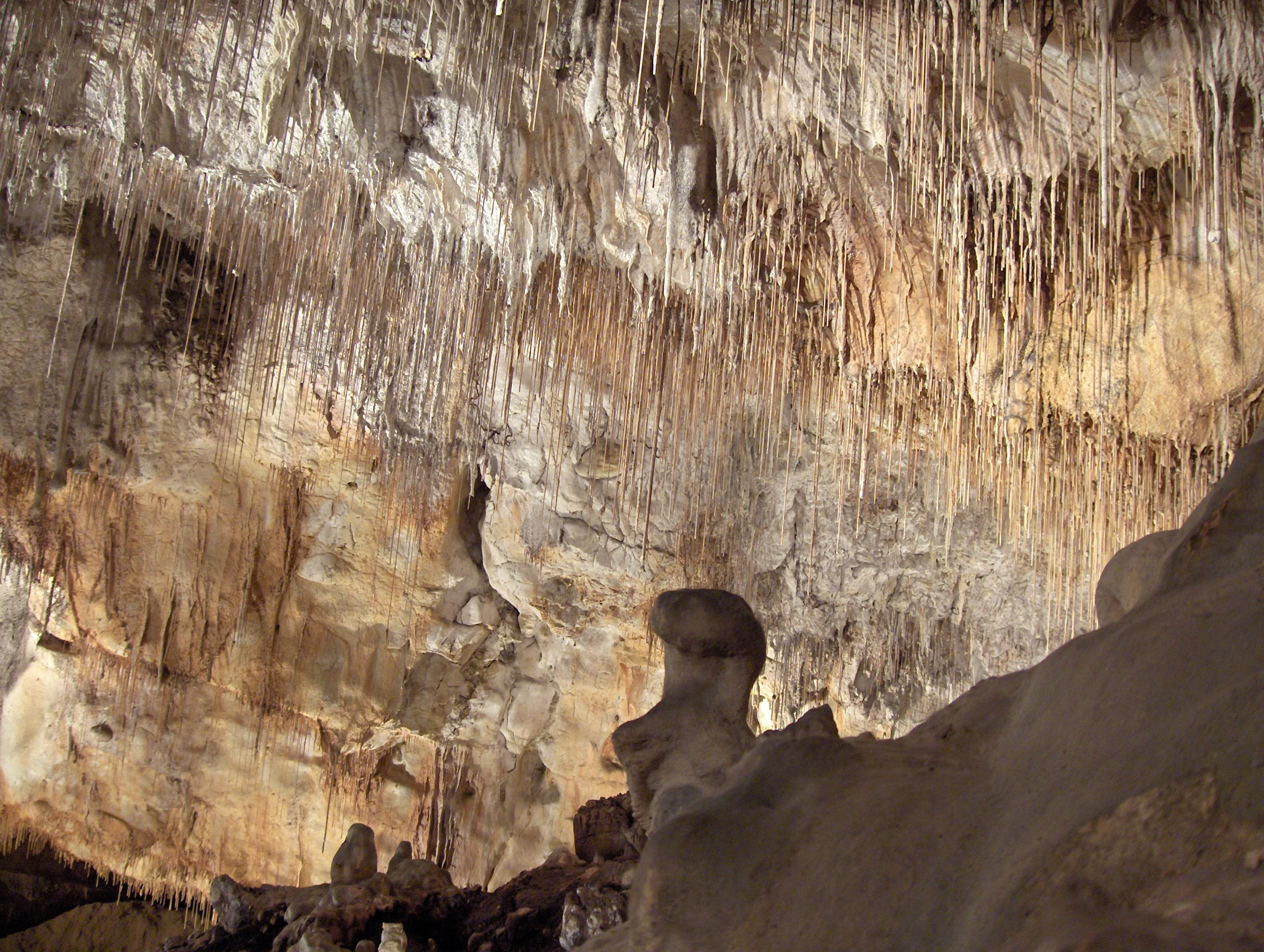
Macaroni aan het plafond

Toen de grot ontstond, was die geheel vol water, het was een sifon. Het water loste langzamerhand de kalk op. Er kwamen toen veel hardere grijze blokken vuursteen (silex) tevoorschijn. In de Provence worden deze stenen silexstenen genoemd.
De oranje kleur in de grot is het gevolg van ijzeroxide in de kalk. De grijze kleur wordt veroorzaakt door mangaanoxide. De kalkafzetting is wit omdat daarin geen enkele oxidatie is opgetreden.
De fijne stalactieten dragen de naam van fistels of buisjes. Omdat ze hol zijn worden ze ook wel met het woord macaroni aangeduid. Bij een hellende wand gaat het er op de lange duur uitzien als een gordijn. Die draperieën zijn in het algemeen heel fijn en doorzichtig.

## Guano

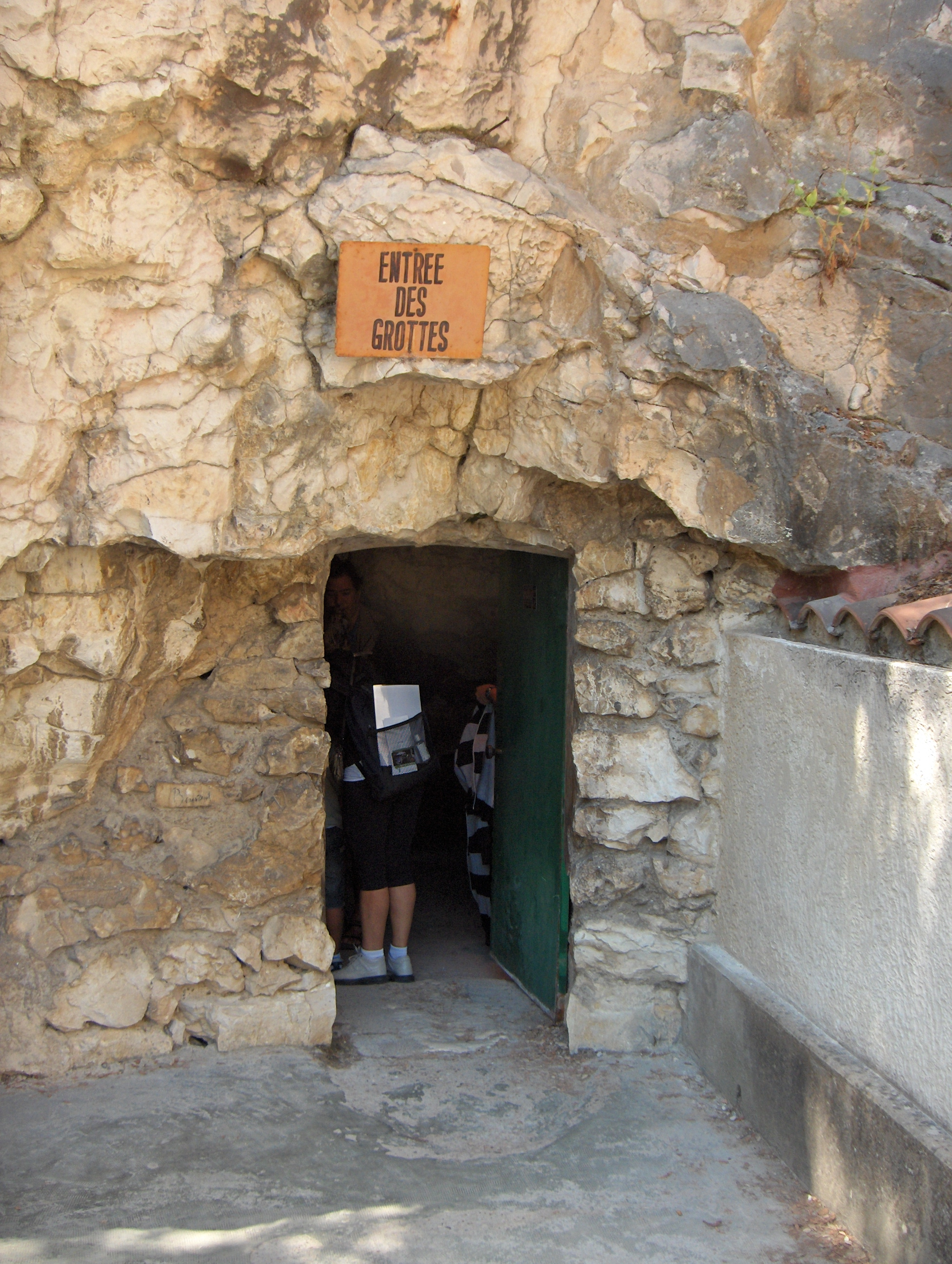
Ingang tot de grot

De zwarte humus, die de grond als een tapijt bedekt, bestaat uit guano (vogelmest). Het zijn de uitwerpselen van vleermuizen. Die guano is als het ware fossiel, want de vleermuizen komen niet meer in de grot sinds de ingang is afgesloten.

## Diaclase
In de grot is een kegel van neergestorte aarde en stenen aanwezig. Hier is sprake van een instorting van een vroeger natuurlijke ingang. Die opening vormde een zogenaamde diaclase, dat wil zeggen een lange smalle breuk. Doordat de breuk zo smal was heeft de natuur hem duizenden jaren geleden weer gemakkelijk kunnen dichten.

## Wortels
In de grot zijn wortels aanwezig. Deze wortel van een steeneik is ongeveer 10 meter door een scheur in de kalklaag gedrongen om het vocht in de grot te zoeken.